# 이시학
이시학(李時學, 1794년 - 1852년)은 조선후기의 문신이자 종친으로 도정궁 사손 완창군 이시인(完昌君 李時仁)의 친형이다.

## 생애
조선후기의 문신으로 본관은 전주, 휘는 시학(時學), 자는 성여(性汝), 성이(性以)이다. 덕흥대원군 12대손이며, 달선군 이영(達善君 李泳)의 증손이고, 고종 황제의 사친이자 흥선대원왕의 부인 여흥대원비 민씨의 외삼촌이다. 아버지는 통덕랑(通德郞) 이옥(李𪸛)이며, 어머니는 진사(進士) 경주인(慶州人) 김낙원(金樂元)의 딸로 공인 경주김씨(恭人 慶州金氏)이다.
부인은 도사(都事) 청송인(靑松人) 심술조(沈述祖)의 딸로 선인 청송심씨(宣人 靑松沈氏)이다.
통덕랑 옥의 장남으로 갑인(甲寅) 1794년(정조 18) 1월 21일 탄생하였다. 음직으로 1822년(순조 22) 산릉 참봉(山陵參奉)에 제수받았다.
1823년(순조 23) 산릉(山陵) 동제(同祭) 때 알자(謁者)로 봉무하였고, 이해 3월 11일 승육(陞六)되어 부사과(副司果)에 제수되었다가 이해 4월 22일 사재주부(司宰主簿)에 제수되었다. 이해 5월 15일 연우궁(延祐宮) 동제(同祭) 때 축사재주(祝史宰主)로 봉무하였으며, 이해 6월 14일 의소묘(懿昭廟) 수개선(修改先) 고사유제(告事由祭) 겸 환안제(還安祭) 때 찬자재주(贊者宰主)로 봉무하였다. 이해 7월 2일 종묘(宗廟) 추향대제(秋享大祭) 섭행(攝行) 때 재주(宰主)로 봉무하였고, 이해 8월 18일 혜릉(惠陵) 동제(同祭) 때 알자재주(謁者宰主)로 봉무하였으며, 이해 11월 6일 감찰(監察)에 제수되었다. 이해 11월 14일 원소동향제(園所冬享祭) 때 축사재주(祝史宰主)로 봉무하였고, 이해 12월 26일 경모궁(景慕宮) 납향대제(臘享大祭) 때 제감 감찰(祭監監察)로 봉무하였다.
1824년(순조 24) 현사궁(顯思宮) 춘향제(春享祭) 친행(親行) 때 제감 감찰(祭監監察)로 봉무하였고, 이해 3월 10일 대보단(大報壇) 친제(親祭) 때 제감 감찰(祭監監察)로 봉무하였다. 이해 3월 15일 현사궁(顯思宮) 망제(望祭) 친행(親行) 때 제감 감찰(祭監監察)로 봉무하였고, 이해 4월 25일 강릉 령(康陵令)에 제수되었다가 이해 12월 22일 경릉 령(敬陵令)제수되었다.
1827년(순조 27) 윤5월 영릉 령(寧陵令)에 제수되었다가 1828년(순조 28) 회인현감(懷仁縣監)에 제수되었다.
1829년(순조 29) 공청도 암행 어사(公淸道暗行御史) 홍원모(洪遠謨)가 서계(書啓)하여 불법(不法)의 죄(罪)를 논해 이해 12월 수파(繡罷)되었다.
1851년(철종 2) 덕흥대원군의 섭사손(攝祀孫)이 되고, 구전(口傳)으로 군직(軍職)을 주어 섭사하게 하였다. 임자(壬子) 1852년(철종 3) 11월 24일 향년 59세로 별세하였다.

## 가족관계
- 증조부 : 달선군 이영(達善君 李泳, 1731년 - 1748년)
- 조부 : 이민식(李民植, 1753년 - 1817년), 판돈녕 이풍(李灃, 1727년 - 1795년)의 차남이자 달선군 이영의 양자.
- 아버지 : 이옥(李𪸛, 1773년 - 1820년)
- 어머니 : 경주 김씨(慶州 金氏), 진사(進士) 경주인(慶州人) 김낙원(金樂元)의 딸.
  - 동생 : 완창군 이시인(完昌君 李時仁, 1805년 - 1843년), 완성군 이희(完城君 李爔, 1771년 - 1830년)의 양자, 경원군 이하전의 아버지.
  - 여동생 : 여흥인(驪興人) 민치구(閔致久, 1795년 - 1874년)에게 출가. -> 딸이 고종의 사친 여흥대원비 민씨이고, 흥선대원왕의 부인.
- 부인 : 선인 심씨(宣人 沈氏, 1792년 - 1870년), 도사(都事) 청송인(靑松人) 심술조(沈述祖)의 딸.
  - 장남 : 이태전(李台銓, 1814년 - 1849년)
  - 2남 : 이규전(李奎銓, 1818년 - 1862년)
    - 양손자 :이해익(李海益, 1849년 - ?) → 생부는 효령대군의 19대손인 이희재(李熙宰). 초명은 이정환(李廷煥).

  - 장녀 : 안동인(安東人) 김정진(金靖鎭)에게 출가.
- 후실
  - 3남 : 이두용(李斗鎔, 1837년 - ?년)